# Agropyron michnoi
Agropyron michnoi är en gräsart som beskrevs av Roman Julievich Roshevitz. Agropyron michnoi ingår i släktet kamveten, och familjen gräs. Inga underarter finns listade i Catalogue of Life.